# Melothria trilobata
Melothria trilobata är en gurkväxtart som beskrevs av Célestin Alfred Cogniaux. Melothria trilobata ingår i släktet Melothria och familjen gurkväxter. Inga underarter finns listade i Catalogue of Life.